# Benedict Hollerbach
Benedict Hollerbach, né le 17 mai 2001 à Starnberg en Allemagne, est un footballeur allemand qui joue au poste d'avant-centre au 1. FC Union Berlin.

## Biographie

### En club
Né à Starnberg en Allemagne, Benedict Hollerbach commence le football au TSV Tutzing avant d'être formé par le Bayern Munich, puis le VfB Stuttgart.
Le 10 septembre 2020, le joueur rejoint le SV Wehen Wiesbaden. Il signe un contrat de trois ans avec le club, soit jusqu'en juin 2022.
Le 27 juillet 2023, Hollerbach s'engage en faveur de l'Union Berlin.
Le footballeur joue son premier match pour l'Union Berlin le 3 septembre 2023, face au RB Leipzig. Il s'agit de sa première apparition en Bundesliga, la première division allemande. Il entre en jeu et son équipe s'incline par trois buts à zéro. L'athlète inscrit son premier but pour l'Union le 9 décembre 2023, à l'occasion d'une rencontre de championnat face au Borussia Mönchengladbach. Il est titularisé et participe à la victoire de son équipe par trois buts à un.

### En sélection
Benedict Hollerbach représente l'équipe d'Allemagne des moins de 18 ans, jouant un total de deux matchs, les deux en 2018, et marque un but.